# Fortim francês do rio Maiacaré
O fortim francês do rio Maicaré localizava-se na margem esquerda do rio Maiacaré, na região do Cabo Norte, no litoral nordeste do atual estado do Amapá, no Brasil.

## História
No contexto da disputa fronteiriça entre Portugal e a França pela região do Cabo Norte, tropas oriundas da Guiana Francesa erigiram, em 1777, um posto fortificado neste local, transferindo pouco depois essa posição para a margem esquerda do rio Cunani. O mesmo autor dá a entender que esta posição teria sido tomada e destruída por tropas portuguesas.
Dele existe planta com o nome "Plan et Profil du Retranchement et Batiments du Poste Etabli duns la riviere de Mayacaré", de autoria do capitão Ignácio António da Silva, com a data de 1793.